# Chórový zvonek

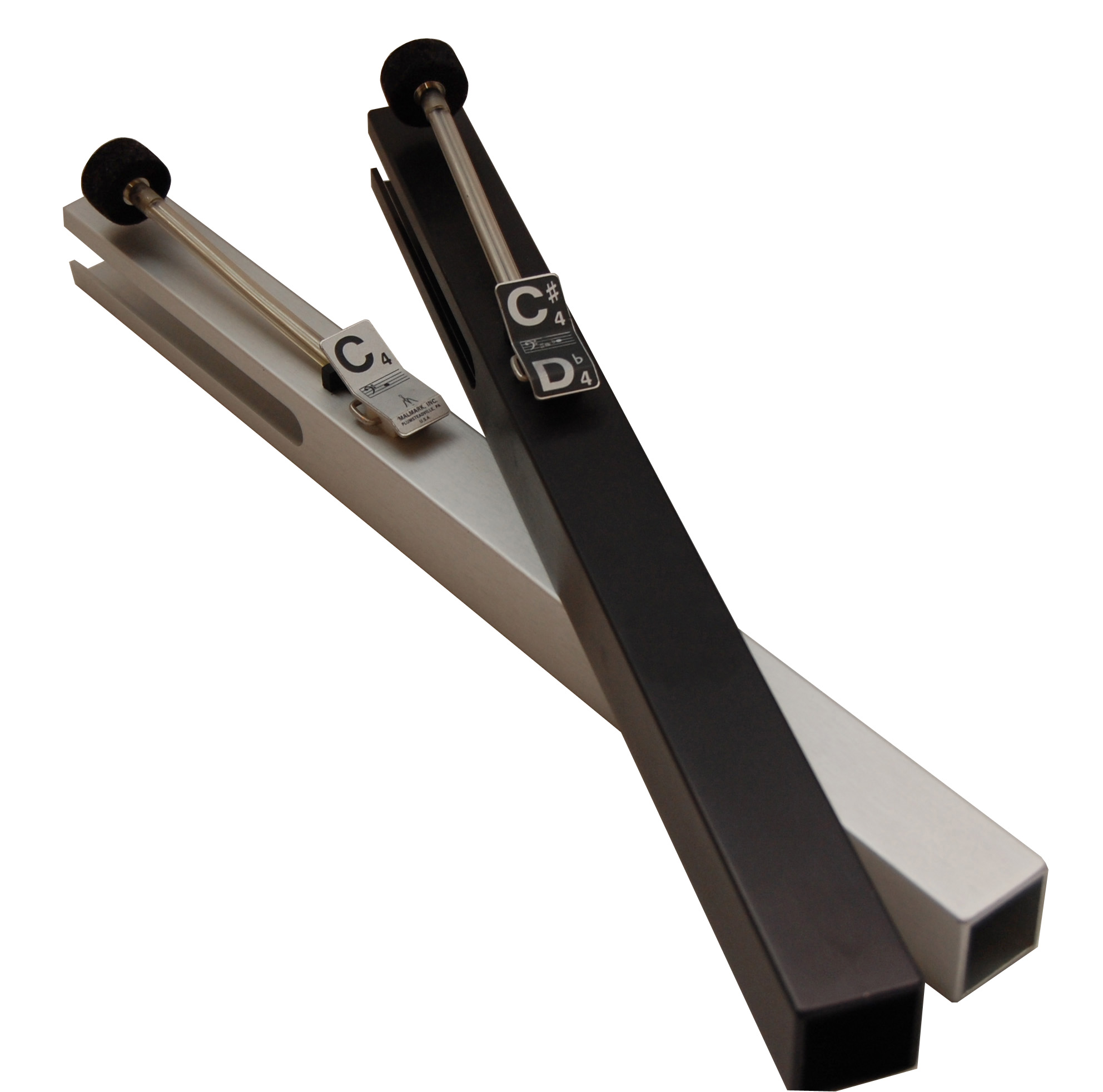
Dvojice chórových zvonků

Chórový zvonek je hudební nástroj, podobný ručnímu zvonku, rozeznívaný pouhou rukou. Typicky je to čtverhranná laděná trubice, s vnějším rozeznívacím mechanismem.
Chórové zvonky jsou vyráběny specializovanými firmami. Jedním z nejznámějších výrobců je americká firma Malmark Bellcraftsmen, která má registrovanou ochrannou známku Choirchimes®, nebo firma Schulmerich (MelodyChimes®). 
Převážné množství skladeb napsaných pro ruční zvonky se dá zahrát stejně dobře i na chórové zvonky. Často se tedy tyto dva typy zvonků kombinují, nebo se hraje totéž na oba typy najednou.